# Сулима Віль Савелійович
Віль Савелійович Сулима (нар. 5 квітня 1937 — пом. 2006, Одеса, Україна) — радянський український футболіст, тренер та арбітр, виступав на позиції нападника та півзахисника. Майстер спорту СРСР (1958).

## Життєпис
У першості СРСР виступав за команди нижчих ліг «Харчовик» Одеса (1954—1956), СКВО/СКА Одеса (1957 — КФК, 1958—1959, 1962), «Авангард» Чернівці (1960—1961), «Локомотив» Вінниця (1963-1964), «Дунаєць» Ізмаїл (1965), «Шахтар» Єнакієве (1966). Старший тренер єнакіївської команди у 1967-1969 (1970) роках.
У 1974-1982, 1984 роках обслуговував матчі першості СРСР.